# Aleksiej Rodin
Aleksiej Grigorjewicz Rodin (ros. Алексе́й Григо́рьевич Родин, ur. 4 lutego?/17 lutego 1902 we wsi Zujewo w obwodzie twerskim, zm. 27 maja 1955 w Moskwie) – radziecki dowódca wojskowy, generał pułkownik wojsk pancernych, Bohater Związku Radzieckiego (1943).

## Życiorys
W 1920 wstąpił do Armii Czerwonej, brał udział w wojnie domowej na Froncie Południowym - walczył na Kubaniu i Kaukazie. W 1926 ukończył moskiewską szkołę artylerii, a w 1937 Wojskową Akademię Mechanizacji i Motoryzacji Armii Czerwonej im. Stalina, od 1926 należał do WKP(b). Od grudnia 1937 do 1939 był szefem sztabu 9 Brygady Zmechanizowanej Leningradzkiego Okręgu Wojskowego, a 1939-1940 szefem służby samochodowo-pancernej 50 Korpusu Piechoty, na tym stanowisku uczestniczył w wojnie z Finlandią, od lipca do grudnia 1940 dowodził 5 pułkiem pancernym 3 Dywizji Piechoty. Od grudnia 1940 do marca 1941 był dowódcą 2 Brygady Czołgów Lekkich Leningradzkiego Okręgu Wojskowego, następnie zastępcą dowódcy 24 Dywizji Pancernej, od czerwca 1941 walczył w wojnie z Niemcami na Froncie Północno-Zachodnim, Północnym i Leningradzkim. Od września 1941 do maja 1942 był dowódcą 124 Brygady Pancernej Frontu Leningradzkiego/54 Armii, w maju-czerwcu 1942 zastępcą dowódcy 54 Armii ds. wojsk pancernych, potem dowódcą 26 Korpusu Pancernego (8 grudnia 1942 przemianowanego na 1 Gwardyjski Korpus Pancerny) 5 Armii Pancernej Frontu Briańskiego, Południowo-Zachodniego i Dońskiego, brał udział m.in. w bitwie pod Stalingradem i pod Kałaczem nad Donem. Od lutego do 9 września 1943 dowodził 2 Armią Pancerną Frontu Centralnego. Dowodził 2 Armią Pancerną w operacji orłowskiej, podczas której z powodu braku sukcesów i ogromnych strat został odwołany ze stanowiska i zastąpił go gen. Siemion Bogdanow. Potem brał udział w operacji czernihowsko-prypeckiej. Później dowodził wojskami pancernymi i zmechanizowanymi Frontu Zachodniego, a od kwietnia 1944 3 Frontu Białoruskiego, brał udział w operacji smoleńskiej, operacji białoruskiej i wschodniopruskiej. Po wojnie dowodził wojskami pancernymi i zmechanizowanymi wielu okręgów wojskowych, 1949 został szefem Zarządu Przygotowania Bojowego Wojsk Pancernych i Zmechanizowanych Sił Zbrojnych ZSRR, 1953 ukończył wyższe kursy akademickie przy Wyższej Akademii Wojskowej im. Woroszyłowa, 1954 zakończył służbę wojskową. Został pochowany na Cmentarzu Nowodziewiczym.

## Awanse
- Major (1936)
- Pułkownik (1938)
- Generał major (3 maja 1942)
- Generał porucznik (4 lutego 1943)
- Generał pułkownik (15 lipca 1944)

## Ordery i odznaczenia
- Złota Gwiazda Bohatera Związku Radzieckiego (7 lutego 1943)
- Order Lenina (dwukrotnie)
- Order Czerwonego Sztandaru (dwukrotnie)
- Order Suworowa I klasy
- Order Suworowa II klasy
- Order Kutuzowa I klasy
- Order Wojny Ojczyźnianej I klasy

I medale.